# FASTQ-Format
Das FASTQ-Format ist ein textbasiertes Format zum Speichern einer biologischen Sequenz (meist Nukleotidsequenz) und ihrer entsprechenden Qualitätskennzahlen. Sowohl der Sequenzbuchstabe als auch die Qualitätskennzahl sind mit einem einzigen ASCII-Zeichen codiert.
Es wurde ursprünglich am Wellcome Trust Sanger Institute entwickelt, um eine Sequenz im FASTA-Format mit ihren Qualitätsdaten zu verbinden und gemeinsam abzuspeichern. Das Format ist aber mittlerweile zum Standard für die Speicherung von high-throughput Sequenzdaten geworden.

## Format
Eine FASTQ-Datei hat vier Zeilen pro Sequenz:
- Zeile 1 beginnt mit einem „@“-Zeichen, gefolgt von einer Sequenzkennung und einer optionalen Beschreibung (wie eine FASTA-Titelzeile).
- Zeile 2 beinhaltet die Sequenzbuchstaben.
- Zeile 3 beginnt mit einem „+“-Zeichen und kann optional dieselbe Sequenzkennung (und eine beliebige Beschreibung) aufweisen.
- Zeile 4 codiert die Qualitätskennzahlen für die Sequenz in Zeile 2 und muss die gleiche Anzahl an Symbolen enthalten wie Buchstaben in der Sequenz sind.

Eine FASTQ-Datei mit einer einzigen Sequenz kann folgendermaßen aussehen:
```
@SEQ_ID
GATTTGGGGTTCAAAGCAGTATCGATCAAATAGTAAATCCATTTGTTCAACTCACAGTTT
+
!''*((((***+))%%%++)(%%%%).1***-+*''))**55CCF>>>>>>CCCCCCC65

```